# Vanessa Seracinskis
Vanessa de Souza Seracinskis (Santo André, 28 de Outubro de 1976) é uma jogadora de voleibol paralímpica brasileira.

## Biografia e carreira
Seracinskis é natural de Santo André. Ela é portadora de um bloqueio articular no joelho esquerdo. Tal lesão impede a amplitude da extensão e flexão do joelho, além de ter a força e tônus musculares prejudicados. A atleta é formada em educação física e conheceu o esporte paralímpico ainda na faculdade.
Nos Jogos Parapan-Americanos de 2019 conquistou a medalha de prata.